# Oogamie

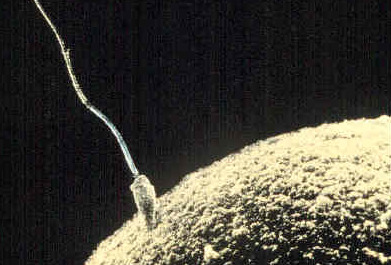
Oogamie u člověka, malá spermie a velké vajíčko

Oogamie je typ pohlavního rozmnožování a zároveň jeden z druhů anizogamie, při němž je samičí pohlavní buňka (gameta) výrazně větší než samčí pohlavní buňka. Samčí gamety jsou většinou velmi pohyblivé a soutěží o oplodnění vajíčka.
Oogamie se vyskytuje především u živočichů, včetně člověka, u něhož je samčí gametou spermie a samičí gametou vajíčko. Vyskytuje se však i u některých protistů, určitých řas (Heterokontophyta, parožnatky), a dále u některých rostlin, např. u mechorostů, kapraďorostů a některých nahosemenných (cykasy, jinany).
Na rozdíl od izogamie (u níž jsou gamety samce a samice ± stejné), u oogamie mají každá odlišné vlastnosti a jsou specializované na svou funkci. Samičí gameta proto obsahuje většinou látky, které bude potřebovat oplodněné vajíčko (zygota) po oplození. Samčí gameta (spermie) neobsahuje nejčastěji nic než genetickou informaci, je tedy specializovaná na pohyb k vajíčku.